# 23217 Наяна
23217 Наяна (23217 Nayana) — астероїд головного поясу, відкритий 25 жовтня 2000 року.
Тіссеранів параметр щодо Юпітера — 3,598.